# Nupserha sublenita
Nupserha sublenita là một loài bọ cánh cứng trong họ Cerambycidae.